# Luboš Horčička
Luboš Horčička (* 21. května 1979, Chomutov) je český hokejový brankář. Většinu kariéry strávil v Chomutově.[zdroj?] Mezi jeho další působiště patřily kluby jako Kladno, Mladá Boleslav, Třinec, Litvínov, Kometa Brno, Znojmo aZlín. V předposlední hráčské sezoně 2017/2018 zastával pozici jako druhý brankář prvoligového nováčka ze Vsetína.

## Hráčská kariéra
- 1998/1999 HC Velvana Kladno
- 1999/2000 HC Velvana Kladno
- 2000/2001 HC Vagnerplast Kladno, HC Draci Šumperk (1. liga), BK Mladá Boleslav (2. liga)
- 2001/2002 HC Vagnerplast Kladno, HC Slovan Ústí nad Labem (1. liga)
- 2002/2003 HC Oceláři Třinec
- 2003/2004 HC Oceláři Třinec, SK Kadaň (1. liga)
- 2004/2005 KLH Chomutov (1. liga)
- 2005/2006 HC Chemopetrol, a.s., KLH Chomutov (1. liga)
- 2006/2007 HC Chemopetrol , a.s, KLH Chomutov (1. liga)
- 2007/2008 KLH Chomutov (1. liga)
- 2008/2009 HC Most (1. liga), HC Kometa Brno (1. liga)
- 2009/2010 HC Kometa Brno
- 2010/2011 Orli Znojmo (1. liga), HC Plzeň 1929
- 2011/2012 PSG Zlín
- 2012/2013 PSG Zlín
- 2013/2014 PSG Zlín
- 2014/2015 PSG Zlín, SK Horácká Slavia Třebíč (1. liga)
- 2015/2016 LHK Jestřábi Prostějov (1. liga), PSG Zlín
- 2016/2017 HC Zubr Přerov (1. liga)
- 2017/2018 VHK ROBE Vsetín (1. liga)
- 2018/2019 MsHK DOXXbet Žilina (SELH)
- Celkem v Extralize: 221 zápasů s úspěšností zásahů 91,35%.[1]